# Ilyodon lennoni
Ilyodon lennoni és una espècie de peix de la família dels goodèids i de l'ordre dels ciprinodontiformes.

## Morfologia
- Els mascles poden assolir 7 cm de longitud total i les femelles 8.[4][5]

## Alimentació
Menja algues.

## Hàbitat
És un peix d'aigua dolça, de clima tropical (24 °C-30 °C) i demersal.

## Distribució geogràfica
Es troba a Mèxic.

## Observacions
És inofensiu per als humans.